# Servio Cornelio Coso
Servio Cornelio Coso  fue un político y militar romano del siglo V a. C. perteneciente a la gens Cornelia.

## Familia
Coso fue miembro de los Cornelios Cosos, una de las más antiguas familias patricias de la gens Cornelia. Fue probablemente hermano del cónsul y tribuno consular Aulo Cornelio Coso y del dictador Publio Cornelio Rútilo Coso.

## Tribunado consular
Siendo tribuno consular, en el año 434 a. C., los veyentes y faliscos solicitaron ayuda a la asamblea etrusca para afrontar la amenaza que significaba para ellos Roma después de que esta tomase Fidenas. En previsión del peligro que suponía una Etruria unida contra la ciudad, el Senado nombró un dictador para conducir la guerra. Sin embargo, la asamblea de los etruscos rechazó las alegaciones de veyentes y faliscos y no les dio su apoyo.
Tito Livio da cónsules para este año. Siguiendo a Licinio Macro, repite los cónsules del año anterior, pero añade otros dos nombres alternativos procedentes de Valerio Antias y Quinto Elio Tuberón e indica que otros autores antiguos dan tribunos consulares. Diodoro Sículo, por su parte, dice que fueron nombrados tribunos consulares. Los estudiosos modernos se inclinan por un año de tribunos consulares  o indican que hay cierta incertidumbre.